# Carl Stueber
Carl Wilhelm August Stueber (* 18. Juni 1893 in Trier; † 4. August 1984 in München) war ein deutscher Komponist und Musikwissenschaftler sowie von 1933 bis 1945 Intendant des Mitteldeutschen Rundfunks bzw. des Reichssenders Leipzig.

## Leben
Der als Sohn eines Zahnarztes geborene Stueber wirkte zunächst als Schauspieler und Spielleiter in Frankfurt am Main und Darmstadt. Ab Oktober 1924 arbeitete er beim Südwestdeutschen Rundfunk in Frankfurt am Main als Programmassistent, später als Programmreferent. Nach der Machtergreifung der Nationalsozialisten war Stueber ab April 1933 dort Sendeleiter. Bereits seit 1926 arbeitete er für den kulturpolitischen Teil des Völkischen Beobachters und trat am 1. Februar 1932 der NSDAP bei. Am 1. Juli 1933 wurde Stueber Intendant des Mitteldeutschen Rundfunks (ab 1934 Reichssender Leipzig). Zu Beginn des Zweiten Weltkrieges sorgte Stueber nach dem Überfall auf Polen im Auftrag der Reichs-Rundfunk-Gesellschaft und des Reichspropagandaministeriums mit einem Stab von Mitarbeitern für die Aufnahme des Sendebetriebs des „Deutschen Senders Kattowitz“ am 6. September 1939. 
Nach 1945 war Stueber als Komponist tätig, so schrieb er die Filmmusik für Märchenfilme wie Schneewittchen und die 7 Zwerge (1955), Tischlein, deck dich (1956) und den Kinderfilm Die Heinzelmännchen.